# Gaio Ostilio Mancino
Gaio Ostilio Mancino (latino: Gaius Hostilius Mancinus; fl. II secolo a.C.) è stato un politico romano del II secolo a.C. appartenente alla gens Hostilia.

## Biografia
Gaio Ostilio Mancino era uno dei figli di Aulo Ostilio Mancino (console nel 170 a.C.). Divenne pretore nel 140 a.C. e console nel 137 a.C. con  Marco Emilio Lepido Porcina. In quel tempo era in corso la terza guerra celtibera, pertanto a Mancino venne affidato il comando delle truppe di Roma nella Spagna Citeriore, con il compito di espugnare Numanzia che già da diversi anni teneva in scacco i romani. Purtroppo questa esperienza si rivelò fallimentare e le sue conseguenze incisero in modo profondo sulla carriera e sulla vita di Mancino.
Egli infatti fu sconfitto in diverse occasioni, finché, completamente circondato dai nemici, fu costretto a negoziare un trattato di pace per evitare l'annientamento delle sue truppe. In questo trattato Mancino fu supportato dal suo questore Tiberio Gracco, che godeva di grande rispetto presso i numantini. Quando il trattato venne presentato al senato di Roma, questo non lo accettò ritenendolo non vantaggioso per Roma in quanto garantiva l'indipendenza di Numazia. Il senato nominò inoltre una commissione, con il compito di indagare sul comportamento di Mancino e dei suoi comandanti. 
Grazie all'appoggio della sua famiglia e al sostegno popolare da parte dei familiari dei circa 20.000 soldati romani scampati da Numanzia, Tiberio Gracco uscì indenne da questa situazione, diversamente da Ostilio Mancino che fu reinviato ai numantini e consegnato loro nudo e legato in segno di rifiuto del trattato. I numantini tuttavia non lo accettarono e Mancino fece ritorno a Roma, ma fu espulso da Senato dal tribuno Publio Rutilio secondo il quale, a seguito della sua condotta a Numanzia, aveva perso la sua cittadinanza romana. Secondo Aurelio Vittore egli fu successivamente eletto pretore.